# ロニーゴ
ロニーゴ（伊: Lonigo）は、イタリア共和国ヴェネト州ヴィチェンツァ県にある、人口約16,000人の基礎自治体（コムーネ）。
郊外のバニョーロにある16世紀の邸宅ヴィッラ・ピザーニ (Villa Pisani (Bagnolo)) は、アンドレーア・パッラーディオが設計したもので、世界遺産「ヴィチェンツァ市街とヴェネト地方のパッラーディオのヴィッラ」を構成する。

## 地理

### 位置・広がり

#### 隣接コムーネ
隣接するコムーネは以下の通り。括弧内のVRはヴェローナ県所属を示す。
- アロンテ
- アルコレ (VR)
- コローニャ・ヴェーネタ (VR)
- ガンベッラーラ
- モンテベッロ・ヴィチェンティーノ
- オルジャーノ
- サン・ボニファーチョ (VR)
- サレーゴ
- ヴァル・リオーナ
- ジメッラ (VR)

### 気候分類・地震分類
気候分類では、zona E, 2444 GGに分類される。
また、イタリアの地震リスク階級 (it) では、zona 2 (sismicità media) に分類される。

## 行政

### 分離集落
ロニーゴには、以下の分離集落（フラツィオーネ）がある。
- Almisano, Bagnolo, Madonna, Monticello

## 姉妹都市
- アーベンスベルク（ドイツ語版）、ドイツ 1999年

## 出身著名人
- ファビオ・バルダート （自転車ロードレース選手）